# أخدرية متعددة السوق
أخدرية متعددة السوق (الاسم العلمي: Oenothera multicaulis) هو نوع نباتي يتبع جنس الأخدرية من الفصيلة الأخدرية.